# Limstensgruvorna

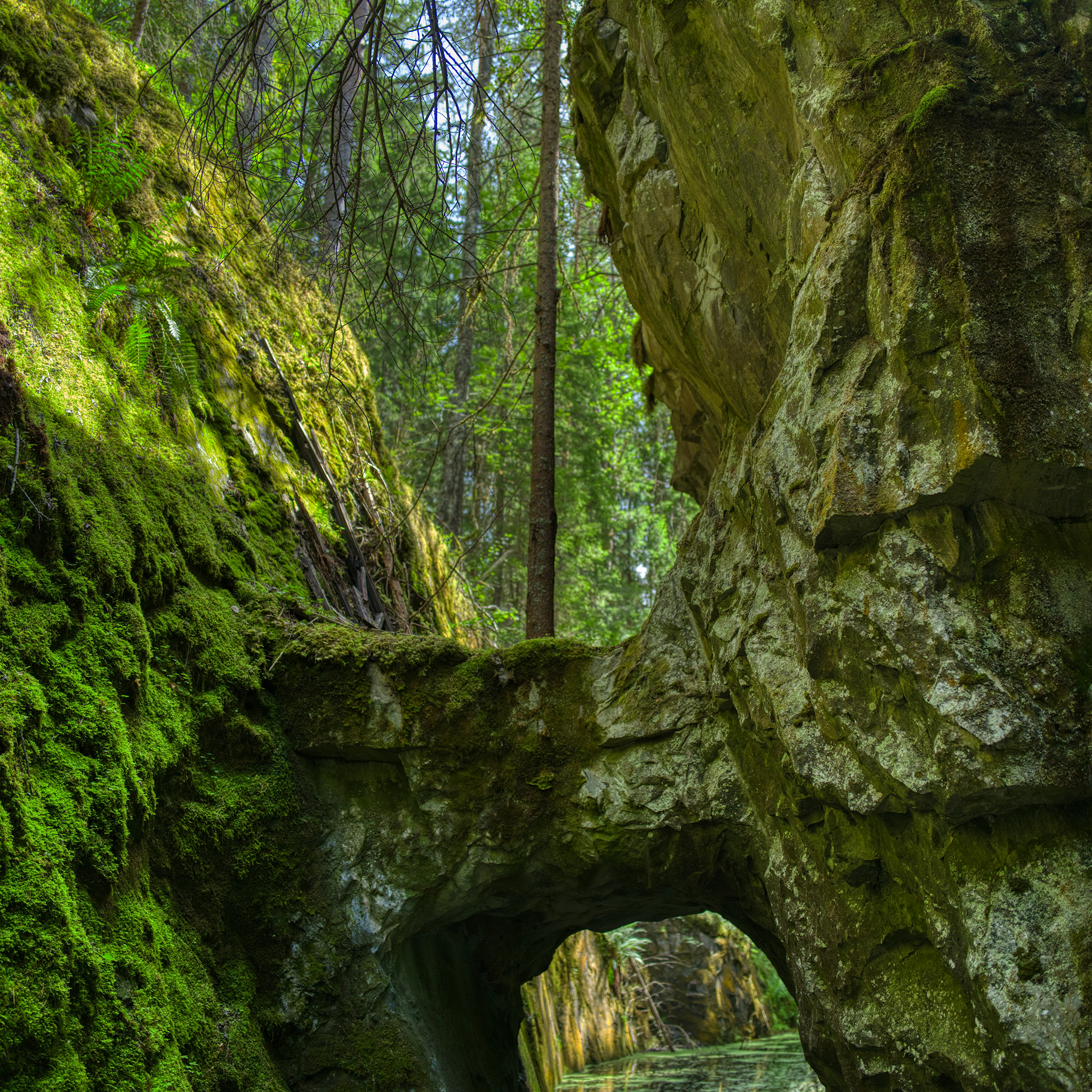
Naturreservatet Limstensgruvorna nordväst om Mullhyttan.

Limstensgruvorna är ett naturreservat, beläget nordväst om Mullhyttan i Lekebergs kommun. Under 1800-talet och under tidigt 1900-tal bröts kalksten (Limsten) i området, som användes som flussmedel vid järnframställning. De gamla gruvgångarna är bevarade och på platsen kan man betrakta gamla inskriptioner från gruvarbetare. Området, som omfattar drygt 17 hektar, har både en artrik gammelskog och ett artrikt rikkärr.